# Юсупов, Булат Тимербаевич
Булат Тимербаевич Юсупов (баш. Булат Тимербай улы Йосопов; 15 сентября 1973, Уфа) — башкирский кинорежиссёр, популяризатор кино, имеет награды — Государственная республиканская молодёжная премия в области литературы и искусства имени Шайхзады Бабича, член Союза кинематографистов России, член Гильдии кинорежиссёров Российской Федерации. Заслуженный деятель искусств республики Башкортостан. Лауреат  Государственной премии Республики Башкортостан имени Салавата Юлаева.

## Биография
Булат Тимербаевич Юсупов родился 15 сентября в Уфе. Окончил ВГИК (Всероссийский государственный университет кинематографии имени С. А. Герасимова) по специальности кинематография в мастерской Владимира Наумова. Сын народного поэта Республики Башкортостан Тимера Юсупова.
В октябре 2020 года Булат Юсупов награжден Государственной премией имени Салавата Юлаева в области литературы, искусства, архитектуры за полнометражный художественный фильм «Первая Республика» («Беренсе Республика»).

## Творчество
- Булат Юсупов с 1994 года по 2004 год проработал на Киностудии «Башкортостан». За время работы снял 3 полнометражных фильма («Радуга над деревней» 1999 год, «Седьмое лето Сюмбель» 2001, «Долгое-долгое детство» 2004 год). Фильм «Радуга над деревней» стал первым полнометражным художественном фильмом Республики Башкортостан[3]
- В 2004 году основал студию «Vista Vision», на которой снял 2 многосерийных фильма («Медведь» 2006 год, «Тайна Аракима» 2007 год) и один короткометражный фильм («Дурь» 2007 год). Сериал «Медведь» демонстрировался в эфире федерального телевидения на телеканалах ТВЦ и НТВ.
- В 2009 году основал киношколу Булата Юсупова. По методике Булата Юсупова учениками киношколы было снято 184 короткометражных любительских фильма и проведено 3 кинофестиваля («Кинозрение» 2010 год, Киномарафон «Народное кино» 2012 год, Кинофорум «Слово Земли» 2019 год).
- В 2014 году основал совместно с продюсером Леонидом Филиновым кинокомпанию «Живая Лента» на базе которой впоследствии снял 5 полнометражных фильма («Прорыв» — документальный фильм, «Наган» — художественный фильм, «Бабич» — художественный фильм, «Первая Республика» — художественный фильм, «Дневник поэта» — художественный фильм).
- В 2022 году Булат Юсупов завершил работу над заключительной частью кинотрилогии «Первая Республика» — фильмом «Дневник поэта» о народном поэте Башкортостана Рами Гарипове.
- В 2024 году Булат Юсупов приступил к съемкам военно-исторического фильма для детей и молодёжи под рабочим название «Фарзана идет на запад». Фильм посвящён подвигу подростков, которые в 1944 году пешком перегнали стадо из 450 коров из Башкирии в освобождённую от немецко-фашистских захватчиков Украину.

## Общественные проекты
Булат Юсупов - пионер в продвижении любительской кинематографии. В 2009 году при поддержке Общественного фонда городу Уфы создал проект Киношколы, в которой преподавание осуществляется по авторской методике. В рамках киношколы режиссерами любителями снято более 260 фильмов. Киношколой Булата Юсупова были организованы несколько значимых проектов, реализуемых в том числе на федеральном уровне:
1. I-ый открытый кинофестиваль «Кинозрение» - 2010 г.
2. Киномарафон "Народное кино" и II-ой открытый кинофестиваль «Кинозрение» - 2012 г. - 50 фильмов, снятых режиссерами-любителями.
3. Первый международный кинофорум «Слово Земли» - 2019 г. - 15 фильмов, снятых режиссерами-любителями.
4. Международный цифровой образовательный кинопроект «Слово Земли / Онлайн» - 2020-2021 г. - 35 фильмов, снятых режиссерами-любителями.
5. Межрегиональный цифровой образовательный кинопроект «Слово Земли / Онлайн 2.0» - 2022 г. - 47 фильмов, снятых режиссерами-любителями.

## Фильмография
- 2025  — «Фарзана идет на запад» (рабочее название), полнометражный художественный фильм (в производстве)
- 2022 — «Дневник поэта», полнометражный художественный фильм (в прокате с 22 октября 2022 года)
- 2019 — «Первая Республика», полнометражный художественный фильм
- 2017 — «Бабич», полнометражный художественный фильм
- 2014 — «Прорыв», документальный фильм о ФК «Уфа»
- 2013 — «Визит», короткометражный художественный фильм
- 2012 — «Башкирские кубаиры», документальный фильм
- 2011 — «13 раунд», полнометражный художественный фильм
- 2007 — «Тайна Аркаима» (мини-сериал)
- 2007 — «Дурь», короткометражный художественный фильм
- 2006 — «Медведь» (мини-сериал)
- 2006 — «Долгое-долгое детство», полнометражный художественный фильм
- 2002 — «Седьмое лето Сюмбель», полнометражный художественный фильм
- 2000 — «Радуга над деревней», полнометражный художественный фильм
- 1997 — «Когда сливаются две реки», документальный фильм о днях республики Башкортостан в Москве
- 1996 — «Стеклянный пассажир», короткометражный художественный фильм

## Награды, почетные звания, гранты
- Государственная республиканская молодёжная премия в области литературы и искусства имени Ш. Бабича — 1996
- Грант Президента Республики Башкортостан (фильм «Визит») — 2013
- Грант Главы Республики Башкортостан (фильм «Бабич») — 2016
- Заслуженный деятель искусств Республики Башкортостан — 2016.
- Почетная грамота Республики Башкортостан — 2019
- Государственная премия им. Салавата Юлаева — 2020
- Орден Салавата Юлаева — 2023

## Пресса
- Рудольф Нуриев тураһында «Визит» фильмының презентацияһы үтте
- Йосоповтың «Визит» фильмы Рәсәй кинофестивалендә Гран-при яуланы.
- Режиссёр Булат Юсупов: Драмы «Первой республики» очень важны для всех нас
- В Уфе предпремьерный показ фильма о Рами Гарипове «Дневник поэта» вызвал бурные обсуждения